# Артем'євці
Арте́мьєвці (рос. Артемьевцы) — присілок в Якшур-Бодьїнському районі Удмуртії, Росія.
Населення — 2 особи (2010; 5 в 2002).
Національний склад (2002):
- удмурти — 80 %